# Szélvihar (Smallville)
A Szélvihar a Smallville című amerikai televíziós sorozat első évadjának huszonegyedik, befejező epizódja, melyet eredetileg a WB 2002. május 21-én sugárzott. Az epizód írója Philip Levens és Alfred Gough, rendezője Greg Beeman. Az epizód történetében az ifjú Lex Luthor megpróbálja saját kezébe venni sorsának irányítását; Whitney Fordman elhagyja Smallville városát, hogy tengerészgyalogosnak álljon; Roger Nixon újságíró felfedezi és nyilvánosságra akarja hozni Clark Kent titkát; Lana Lang pedig egy hatalmas szélviharba közepébe keveredik.
A Szélvihar rendezője, Greg Beeman megpróbált olyan képi világot megteremteni az epizód szereplői körül, mely összhangban van a közelgő viharral. Az első évad utolsó epizódjában a Whitney Fordmant alakító színész, Eric Johnson távozását is jelentette a sorozat állandó szereplői közül, bár a Smallville második és negyedik évadában vendégszínészként még kétszer látható volt. Annak ellenére, hogy az évadzáró epizód nézőszáma a sorozat pilot epizódjának még a felét sem érte, a kritikusok igen pozitívan értékelték. A Szélvihar első sugárzását követően két díjnak is jelölte volt.

## Az epizód cselekménye
|  | Alább a cselekmény részletei következnek! |

Lionel Luthor (John Glover) megjelenik a LuthorCorp Smallville-i üzemében és bejelenti, hogy „vezetői hibák” miatt bezáratja azt. Ezzel a felelősséget annak vezetőjére, Lexre (Michael Rosenbaum) hárítja, akivel közli, hogy ez csak gyakorlóterep volt a számára, a gyakorlatnak pedig vége és vissza kell térnie Metropolis-ba. Clark (Tom Welling), Pete (III Sam Jones), Chloe (Allison Mack), és Lana (Kristin Kreuk) eközben az iskola tavaszi bájára készülnek. Whitney (Eric Johnson) bejelenti Lanának, hogy a bál napján elhagyja a várost és csatlakozik a tengerészgyalogsághoz.
Lex meg akarja megszervezi, hogy az üzem alkalmazottai az ő segítségével felvásárolják az üzemet, hogy így biztosítsa azok megélhetését. Ehhez megpróbálja meggyőzni a munkásokat, hogy vegyenek fel jelzálogot a házaikra. Roger Nixon (Tom O’Brien), egy gátlástalan újságíró próbára teszi Clark képességeit és egy bombát helyez el a család furgonjába. Clark sértetlenül vészeli át a robbanást, ami bárki mást megölt volna, Nixon pedig kamerával rögzíti az eseményeket. Lex közli apjával mit tervez, az pedig megmutatja neki a szerződést, miszerint megvásárolta a Smallville-i takarékpénztárat, hogy így azonnal megszerezhesse a munkások házait, ha azok nem tudnák fizeti a felvett jelzálogot. Nixon a Talonba tudatja Clarkkal, hogy tud a titkáról, melyet követően a család beszélgetését is lehallgatja és megtudja, hogy Clark űrhajója a Kent farm viharpincéjében van, a hajó hiányzó darabja pedig Lex tulajdonában. Mikor Nixon felkeresi Lexet, az űrhajó darabját is ellopja
Clark, Chloe, és Pete megérkeznek a bálra, ahol elbúcsúznak Whitneytől, aki Clarkra bízza, hogy vigyázzon Lanára. Miközben a lány kiviszi Whitneyt a buszpályaudvarra, az időjárás is egyre viharosabbra fordul. Nixon eközben a Kent farm viharpincéjében rátalál Clark űrhajójára. Az egyre hevesebb vihar miatt Lana kocsijával egy árokba borul. Jonathan (John Schneider) és Martha (Annette O’Toole) rátalálnak Nixonra a pincében, miután az űrhajó magával hozott darabja ismét egyesült azzal. Nixon kijelenti, hogy szándékában áll az egész világgal tudatni amit felfedezett és elmenekül a viharba. Jonathan megpróbálja megállítani a férfit, és követi őt. A bálon tudatják a diákokkal, hogy viharriadó lépett életbe, ezért Clark elrohan, hogy megnézze Lana biztonságban van e. A Luthor birtokon Lex és Lionel heves vitába kezdenek, mikor a vihar hirtelen betör az épületbe, Lionel pedig egy rázuhanó oszlop alá szorul. Mielőtt Clark segíteni tudna Lanán, a lány kocsiját Lanával együtt magába szippantja az egyik forgószél. Clark a tornádóba rohan, hogy megmentse őt.
|  | Itt a vége a cselekmény részletezésének! |

## Az epizód háttere
A sorozat megalkotói, Alfred Gough és Miles Millar a Smallville első évadjának befejező epizódjában mindenképpen szerettek volna két elemet belevenni: egy iskolai bált és forgószeleket. Bár Jeph Loeb Superman for All Seasons című képregénye, melynek egyik történetében szintén tornádó sújtja Smallville városát, nagy hatással volt mindkettejükre a sorozat megalkotásakor, a forgószél ötletét mégis egy rádióadás adta, melyben arról számoltak be, hogy egy középiskolát az ott tartott bál alkalmával megrongált egy tornádó.

### Forgatás
Greg Beeman rendező az epizód jeleneteit úgy tervezte meg, hogy azok tematikájukban egy „készülő vihart” idézzenek. Beeman szándéka szerint a Szélvihar igen nyugodtan kezdődik, majd fokozatosan egyre hevesebb lesz. Az első jelenetben Lex látható, amint megcsapja Lionel leszálló helikopterének szele, aki azért érkezik, hogy bezárassa az üzemet. Beeman nyilatkozata szerint ezzel a képsorral a készülő vihar hangulatát kívánta megalapozni. Az ezután következő jelenetek nyugodt légkörben folytatódnak, de ahogy a cselekmény halad előre a kamera mozgása is észrevehetően gyorsul és többet köröz, egészen a vihar megérkezéséig és annak tetőpontjáig. „Az egész epizódot folyamatosan áthatja a káosz könnyed légköre, amit megpróbáltam az irányításom alá vonni.” – mondta Beeman. Ennek a légkörnek a folyamatos építése jelentette az epizódban a legnagyobb kihívást; Beeman szerette volna a drámát, a látványt és a vihar szelét egyszerre, párhuzamosan intenzívebbé tenni. A különleges hatásokért felelős Mike Walls hatalmas szélgépeket hozatott, melyeket az 1996-os Twister című filmben alkalmaztak, hogy még érezhetőbbé tegyék a vihar szél sebességét, mely lecsapni készül a kisvárosra. Maga a „szél” először akkor szerepel először, mikor Chloe a bálba indulva megérkezik, hogy felvegye Clarkot a Kent farmon. Ez a még „gyengéd” fuvallat minden jelenettel egyre intenzívebbé válik. Mire Lana elbúcsúzik Whitneytől a buszállomáson, a szél már nagyon erős.
Egy másik probléma, amivel Beeman az epizód forgatása során szembeszült, hogy azt a realitás talaján tartsa és ne rugaszkodjon el tőle túlságosan. A rendező véleménye szerint a Szélvihar pontosan azt adja, amit a sorozattal kapcsolatban elképzelt, vagyis „egy kamasz szemszögéből és megtapasztalásán át mutatja be” a cselekményt. „Ha szerelmes vagy, akkor fülig az vagy. Ha félsz, akkor rettegsz. Ha szomorú vagy, akkor megszakad a szíved. Az érzelmek nagyon erősek, de ez nem azt jelenti, hogy az előadás túlzó.” – nyilatkozta Beeman. Ez a Szélvhiar történetében Whiney távozásában, mely Lanának fájdalmat okoz; Clark és Chloe kísérleti kapcsolatában, melynek során megpróbálják kideríteni, hogy vajon „szerelmesek lehetnek e egymásba”; Roger Nixon gonoszságában és Jonathan elszántságában, hogy megvédje a családját; valamint Lionel és Lex apa-fiú harcában csapódik le. Beeman ezeket az eseményeket egy opera részeinek tekintette, melyben a szereplők alakításának is ehhez kell igazodnia anélkül, hogy túlzóak legyenek.
A Szélvihar forgatása során Rob Maiernek, a sorozat kivitelezési koordinátorának és arculattervezőjének különösképpen sok munkája volt a Kent farm helyszénéül szolgáló Andalinis farmon, valamint a Zero Avenue-nál (az Egyesült Államok és Kanada határán futó egyik út) forgatott jeleneteknél, mely utóbbinál az epizód cselekményében a három tornádó lecsap Lanára. A Luthor birtokon játszódó jelenet, melyben a vihar betöri a ház egyik hatalmas festett üvegablakát Lex és Lionel összetűzésekor, szintén nagy kihívást jelentett a kivitelező stáb számra. Az alkotók a Smallville Save Me című főcímdalát játszó Remy Zero nevű együttest is felkérték, hogy személyesen jelenjenek meg az évadzáró epizódban. Az együttes tagjai a felvételek alkalmával szembesültek azzal, hogy élő eladást tartani egy televíziós műsor felvétele során nem olyan egyszerű, mint amilyennek először gondolták. A megfelelő felvételek elkészítése miatt, Beeman nem hagyhatta, hogy a zenekar a megszokott hangerővel adja elő dalait a jelenetek során. Nem volt ritka, hogy a zenekar csupán tettethette a játékot, amíg a színészek táncoltak vagy éppen párbeszédet folytattak. Ezzel szemben alkalmanként teljes hangerővel kellett játszaniuk.

### Különleges látványelemek
A forgatás során különösen elővigyázatos előkészítést igényelt az a jelenet, melyben a Luthor birtokon Lionelre rázuhan egy oszlop. A csapat tudta, hogy melyik oszlopot kell kidönteniük, de azt nem, hogy hol vágják el azt, mivel nem tudták, hogy Beeman hogyan akarja felvenni a jelenetet. A forgatás napján azonban már minden a terveknek megfelelően zajlott. Az oszlop zuhanásakor Lionel szerepét egy kaszkadőr vette át, majd a szereplőt alakító John Glover helyet cserélt vele az oszlop alatt. A hatalmas erejű szélgépek szintén veszélyt jelentettek a stáb tagjaira és a színészekre is egyaránt. Eric Johnson, a Whitney Fordmant alakító színész nyilatkozata szerint a szélerősség miatt még a legkisebb törmelék is kárt tehetett volna bárkiben. A Martha Kentet alakító Annette O’Toole maga is megtapasztalta a szélgépek erejét a Kent farm viharpincéjében játszódó jelenetben, melyben Jonathan a tomboló szélviharban kirohan a pincéből, hogy üldözőbe vegye Nixont. A jelenetben a stáb a szélgép mellett száraz leveleket is alkalmazott, hogy még élethűbbé tegyék a képeket. A levelek a jelenet forgatása során O’Toole arcába csapódtak, valamint az erős szél is fojtogatta őt.

## A szereplők fejlődése
Az évadzáró epizódban több szereplő is jelentős fejlődésen megy keresztül, amit már az őket alakító is régóta vártak. Lana Clarkrának és Chloéra való féltékenysége a bál előtt tapasztalható először a sorozatban. A Lanát alakító Kristin Kreuk véleménye szerint a lány féltékenysége nem akaratlagos, és még támogatni is szeretné Clarkot, hogy közeledjen Chloéhoz. Eric Johnson nyilatkozata szerint örült, hogy az epizódban az általa alakított Whitney végre egy olyan oldalát mutathatta meg, melyet már korábban is szeretett volna. A jelenetben Whitney a bál előtt, tudván, hogy azon már nem vehet részt, felkéri Lanát, hogy kettesben táncoljanak. Hogy a szereplőnek nagyobb mélységet adjanak, melyre korábban nem került sor, Millar és Gough úgy döntöttek, hogy Whitneyt úgy írják ki a sorozatból, hogy háborúba küldik ahelyett, hogy egyszerűen végeznének vele. Ez a gondolat először az évad felénél ötlött fel a sorozat két megalkotójában. Megölni nem szerették volna Whiney-t, mivel arra gondolta, hogy még a későbbiek folyamán még visszatérhetne a sorozatba, így inkább a „nemes és hősies elbocsátás” mellett döntöttek. Az epizódban jött el Lex számára az a pillanat, mikor felvetődik benne az a gondolat, hogy milyen lenne az élete, ha azt nem az apja irányítaná. A szereplőt alakító Michael Rosenbaum véleménye szerint a jelenet, melyben Lex habozik és vívódik a gondolattal, hogy segítsen e apjának kijutni a rázuhant oszlop fogságából, egy igen jelentős mérföldkő, mivel a nézők itt először láthatja az a gonosz embert, akivé Lex egy napon válni fog. Abban a rövid pillanatban Lex megfeledkezik róla, hogy ki ő, és ha ott sorsára hagyta volna apját, már akkor bizonyosan a „sötét oldal felé fordult volna”.

## Bemutatása és fogadtatása
A Smallville első évadjának utolsó epizódját első, 2002. május 21-i bemutatása alkalmával 3,8 millió néző követte figyelemmel, ami így május 20. és 26. közé eső héten a 68. helyet érte el az összesített nézettségi listán. Ez 54%-os visszaesést jelentett a nézőszám tekintetében a sorozat pilot epizódjával összehasonlítva, mely 8,4 millió fős nézettséget tudhatott magáénak. A Szélvihar két díj jelöltje is volt, bár ezek közül egyiket sem nyerte el. 2003-ban a Golden Reel-díj „legjobb hang televíziós epizódban” kategóriájának (Best Sound Editing in Television Episodic) jelöltje volt, valamint Attila Szalay, az epizód operatőre is jelöltje volt a Canadian Society of Cinematographers társaságának díjának.
Az epizód bemutatása után többnyire pozitív kritikai megítélésben részesült. Brian Ford Sullivan, a The Futon Critic írója úgy vélte, hogy az évadzáró epizód „négycsillagos kiszolgálást” nyújtott, az izgalmas befejezése pedig kecsegtető kezdetet ígér a következő évadhoz. Sullivan toplistájában a Szélvihar a tizenötödik helyet foglalta el 2002 legjobb televíziós epizódjai között. A TVDVDReviews.com írója, Jonathan Boudreaux ismertetőjében az évad legerősebb epizódjának nevezte, melyben a legjelentősebb szerepet az játszott, hogy a Szélvihar központjában a szereplők voltak, míg a „kriptonit háttérbe szorult”. Eric Moro, a Mania.com írójának a véleménye szerint a Szélvihar sikeresen „használta fel a természetfelettit a kamaszok életének metaforájaként”, valamint sikerült visszaadnia az egész évad hangulatát, minden történetszálat egybefognia és lebilincselő folytatást ígérve befejeznie. Neal Bailey az epizód ismertetőjében már jóval vegyesebb érzelmeket táplált, melyben úgy vélte, hogy mindazok ellenére, amit az epizód elért, nem volt semmivel sem jobb mint az évad többi epizódja, mely nem felelt meg a megelőlegezett várakozásnak, melyet az egyes szereplők tette sejtetni véltek.
A Smallville magyar változatában Clark Kent hangját adó Markovics Tamás a Szélvihar-t nevezte meg, mint kedvenc epizódját a sorozat első két évadjából.

## Külső hivatkozások
- A Smallville Szélvihar című epizódja a Smallville Wiki (Wikia Entertainment) oldalain (angolul)
- A Smallville Szélvihar című epizódja a TV.com oldalain Archiválva 2009. május 8-i dátummal a Wayback Machine-ben (angolul)
- A Smallville Szélvihar című epizódja az IMDb oldalain (angolul)